# Bombardamenti di Milano
I bombardamenti di Milano durante la seconda guerra mondiale furono i maggiori che una città dell'Italia settentrionale abbia subito da parte degli Alleati della seconda guerra mondiale.
Nel complesso le incursioni effettuate su Milano e provincia furono centinaia, i morti circa 2 000.
Fino all'estate del 1943 i bombardamenti aerei su Milano erano effettuati solo dai velivoli del Bomber Command britannico: i velivoli decollavano al tramonto dal sud dell'Inghilterra e arrivavano sullo spazio aereo della città di notte. Inizialmente si trattava di bombardamenti di precisione ed in genere non provocavano danni enormi, anche per via della difficoltà di mantenere una formazione durante il volo notturno.
A partire dall'estate 1943 si affiancarono ai britannici i velivoli dell'USAAF, i bombardieri statunitensi decollavano all'alba dalla Puglia ed in seguito dagli aeroporti vicini alla Linea Gotica e bombardavano di giorno, a questi si affiancava il 205° Bomb Group britannico che invece partiva di sera per giungere a Milano intorno all'una di notte.

## Gli obiettivi
L'individuazione degli obiettivi era cominciata all'inizio del conflitto con voli di ricognizione dei bimotori Bristol Blenheim che furono però di scarso successo a causa delle numerose perdite ad opera della contraerea e delle frequenti avarie della strumentazione fotografica. Fu solo nel settembre del 1940 con l'istituzione della Photographic Development Unit (PDU) guidata da Sidney Cotton presso l'aerodromo di Heston che iniziarono il trattamento e l'interpretazione sistematici del materiale fotografico raccolto durante le ricognizioni compiute anche sopra l'Italia. Quest'intensa attività, proseguita nei primi anni del conflitto, fece sì che le forze alleate disponessero di una mappatura pressoché completa del territorio italiano.
Tra gli obiettivi strategici, individuati ancora prima dell'ingresso italiano nel conflitto, vi erano le principali aziende della città tra le quali l'Alfa Romeo, la Edoardo Bianchi, le officine Fratelli Borletti, la Magneti Marelli, la Caproni, la Pirelli, la Breda, l'Ansaldo, l'Isotta Fraschini e le acciaierie Falck.

## I velivoli alleati
L'elenco di velivoli coinvolti nei bombardamenti di Milano è lungo. I primi bombardamenti, risalenti al 1940, furono effettuati dai bombardieri bimotori Armstrong Whitworth A.W.38 Whitley, dall'ottobre del 1942 fino all'estate del 1943 furono impiegati tutti i tipi di bombardieri del Bomber Command, i quadrimotori Short S.29 Stirling, Handley Page Halifax e Avro 683 Lancaster, quest'ultimo era il più moderno e quello che trasportava il maggior carico di bombe. Per i bombardamenti notturni del 1944 sulla zona di Lambrate furono impiegati i Vickers Wellington mentre come ricognitori o per gli attacchi al suolo furono usati i De Havilland DH.98 Mosquito e i Supermarine Spitfire. A partire dall'estate 1943 furono usati anche gli aerei dell'USAAF, in particolare i quadrimotori Consolidated B-24 Liberator e i B17 "Fortezze Volanti", verso la fine del conflitto vennero impiegati a Milano anche i bombardieri medi North American B-25 Mitchell, Martin B-26 Marauder, Douglas A-20 Havoc/Boston e Martin 187 Baltimore, il cacciabombardiere monomotore Republic P-47 Thunderbolt usato talvolta in missioni notturne solitarie (alimentando la leggenda del Pippo), come ricognitori e per attacchi al suolo furono impiegati i Lockheed P-38 Lightning e i North American P-51 Mustang.

## Cronologia
Nel complesso durante i primi due anni di conflitto Milano fu toccata in modo marginale dai bombardamenti aerei che avevano come principali obiettivi i porti e le città del sud Italia o città come Genova e Torino considerate obiettivi militari più strategici. La situazione cambiò drasticamente nel 1942, è infatti del 24 ottobre l'unico attacco diurno eseguito dal Bomber Command in Italia.

### 1940
Inizialmente, i bombardamenti eseguiti dal Bomber Command britannico furono azioni di precisione eseguite da velivoli decollati dalle basi del sud dell'Inghilterra. Essi sorvolavano di notte la Francia e giungevano a Milano intorno a mezzanotte; dopo circa un'ora lasciavano lo spazio aereo cittadino per fare ritorno alla base.
Il primo bombardamento di Milano avvenne dopo soli cinque giorni dall'entrata in guerra del paese.
Il primo bombardamento in Italia colpì Torino la notte tra l'11 e il 12 giugno 1940, la destinazione di Torino venne però assegnata ai bombardieri Whitley partiti dalle basi inglesi solo dopo che la missione originaria, con destinazione gli stabilimenti Caproni di Milano, venne annullata a causa di un equivoco, la fanteria francese aveva infatti impedito il decollo dei bombardieri Wellington dalla base francese di Salon-de-Provence a causa di un'incomprensione di ordini.
15/16 giugno
L'allarme antiaereo suonò alle 1.48, vennero colpiti alcuni edifici, ci furono due morti e alcuni feriti. I diari del Bomber Command non registrarono attività sulla Lombardia quella notte, è quindi probabile che i velivoli fossero francesi diretti in realtà su Novi Ligure.
16/17 giugno
22 bombardieri Vickers Wellington decollarono dalla base aerea di Salon-de-Provence in Francia con obiettivo le aziende aeronautiche italiane, la Macchi di Varese, la Savoia Marchetti a Sesto Calende e lo stabilimento Caproni presso il campo di volo di Taliedo sul quale vennero lanciate circa 25 bombe che fecero solo lievi danni; furono sganciate anche alcune bombe sull'autostrada dei Laghi. Tre feriti si contano anche a Monza.
13/14 agosto
Dopo la resa della Francia gli aeroporti francesi non erano più utilizzabili, i bombardieri britannici partirono dalle basi aeree inglesi. Dei 35 bombardieri Armstrong Whitworth A.W.38 Whitley decollati con obiettivi diversi nel nord Italia solo tre arrivarono a Milano. Gli attacchi si concentrarono nella zona di Via Paolo Sarpi, via della Moscova e via Padova e nel quartiere Greco, ci furono 15 morti e 44 feriti. Venne danneggiata anche la sede de "Il Popolo d'Italia" in via Arnaldo Mussolini (Via Lovanio). La DICAT non colpì alcun apparecchio inglese.
15/16 agosto
La contraerea aprì il fuoco e i velivoli britannici invertirono la rotta e sganciarono il carico nella zona di Merate e Mariano Comense, un velivolo Whitley fu abbattuto.
18/19 agosto
Tre aerei sganciarono 14 bombe, vi furono ingenti danni agli stabilimenti Innocenti a Lambrate e all'aeroporto Forlanini.
24-27 agosto
I Whitley inglesi non riuscirono a raggiungere Milano, furono abbattuti due aerei, uno sull'appennino ligure e uno a Valera nei pressi di Arese.
18/19 dicembre
Cinque Vickers Wellington raggiungono Milano con obiettivo gli stabilimenti Pirelli, venne distrutta una cascina ad Assago e bombardata la via Col di Lana, vi furono 8 morti e 16 feriti. In questa occasione vi fu anche un lancio di volantini informativi sui danni della campagna italiana di Grecia e alla flotta italiana a Taranto. Questo fu l'ultimo bombardamento per quasi due anni.

### 1942
Nel 1941 e in gran parte del 1942 non vi furono bombardamenti su Milano, il Bomber Command, che aveva preferito concentrare le proprie forze in altri scenari di guerra, dal febbraio del '42 era affidato al comando di Arthur Harris che lo riorganizzò radicalmente.
24/25 ottobre
Il bombardamento del 24 ottobre per il Bomber Command fu una sorta di esperimento, nelle intenzioni di Harris un intenso bombardamento diurno avrebbe mobilitato tutti i mezzi di difesa passiva e un ulteriore bombardamento poche ore dopo avrebbe annientato genieri, mezzi e squadre antincendio.

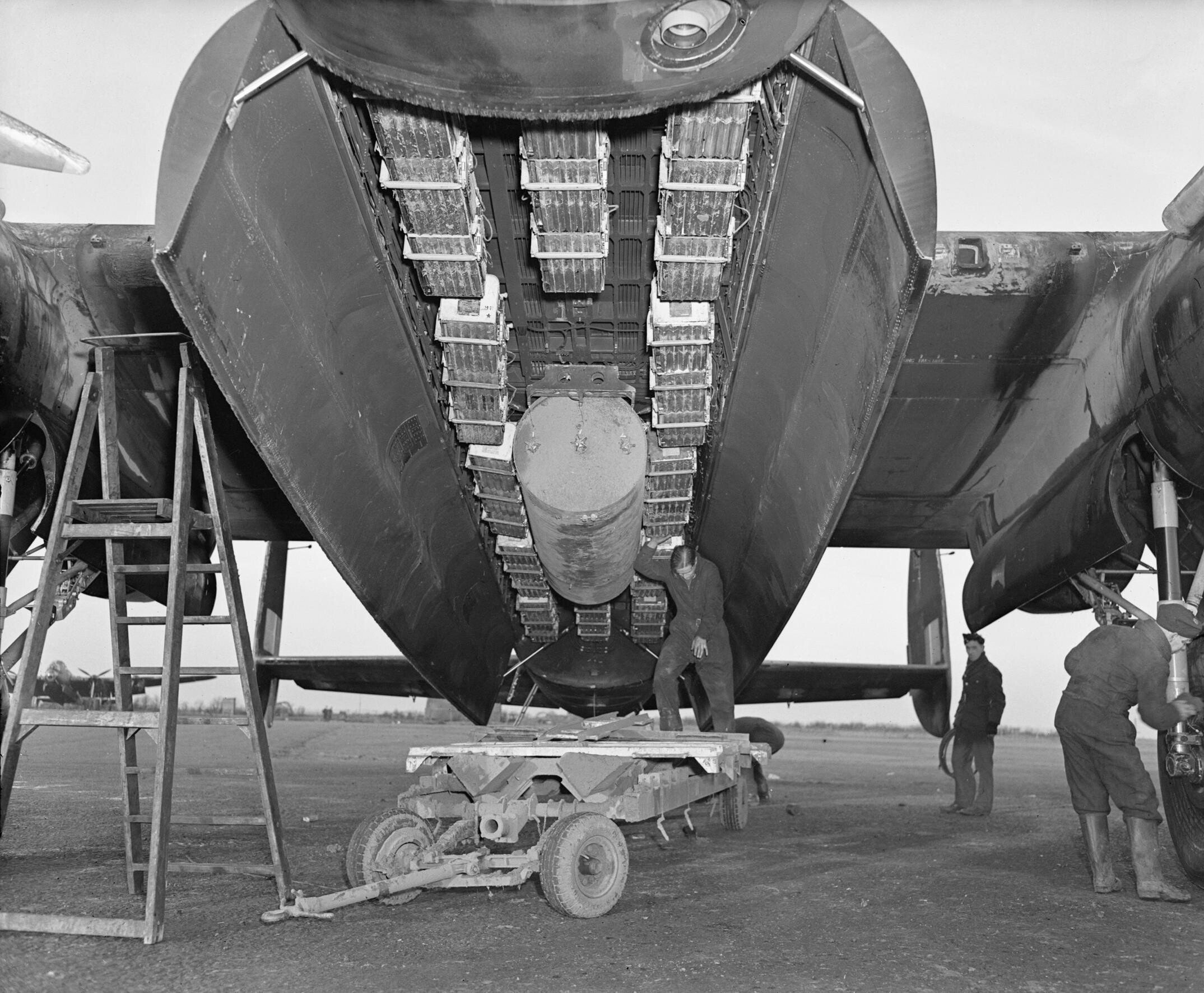
Un Avro 683 Lancaster con un carico da bombardamento, una "Cookie" da 4000 libbre, 12 contenitori con bombe incendiarie da 4 libbre.

L'allarme suonò alle ore 17.57 del sabato 24 ottobre cogliendo la popolazione di sorpresa sia perché erano trascorsi quasi due anni dall'ultimo bombardamento sia per il brevissimo intervallo tra il suono delle sirene e la caduta delle bombe. Del totale degli 88 bombardieri Avro 683 Lancaster decollati 13 tornarono alla base per inconvenienti tecnici vari, uno sbagliò rotta e il carico di bombe incendiarie cadde nei pressi di Vigevano e i rimanenti 74 si riversarono in ondate successive sulla città nel primo episodio di "area bombing" della città.
Dai registri ufficiali del Bomber Command risultarono lanciate 12 bombe da 4 000 libbre (le cosiddette cookies), 56 da 1 000 libbre, 2 276 bombe incendiarie da 30 libbre e 28 500 bombe incendiarie da 4 libbre oltre a svariate migliaia di volantini propagandistici, alcuni dei quali curiosamente in francese. I morti furono 135, i feriti 331 dei quali 15 non sopravvissero alle ferite. Risultarono danneggiati 52 edifici residenziali e 9 commerciali o pubblici. Tra gli edifici danneggiati vi fu anche il carcere di San Vittore dove da una breccia nel muro evasero 118 detenuti.
Vi furono numerose lamentele sia per il ritardo dell'allarme, suonato solo alle 17,57, solo cinque minuti prima della caduta delle prime bombe sia per l'insufficienza dei rifugi pubblici. La sistemazione dei numerosi senzatetto creò diverse difficoltà, coloro che non avevano necessità di rimanere a Milano vennero sfollati.
Nella notte vi fu un altro attacco sferrato da uno stormo composto da 71 bombardieri tra Halifax, Stirling e Wellington. L'attacco notturno fu caratterizzato da una serie di problemi già in partenza, il maltempo e la contraerea svizzera, stanca di veder violato il suo spazio aereo, fecero sì che solo 39 aerei giunsero a destinazione. I passaggi furono scoordinati, vi furono numerose perdite e gran parte delle bombe vennero lanciate sulla periferia o fuori Milano, furono colpite Como, Porto Ceresio, Seriate, la Certosa di Pavia, Vigevano, Fidenza, Cantù e altre località più lontane da Milano.
L'attacco su Milano venne considerato un grande successo e per diversi mesi Milano non venne inclusa nella lista degli obiettivi del Bomber Command.

### 1943

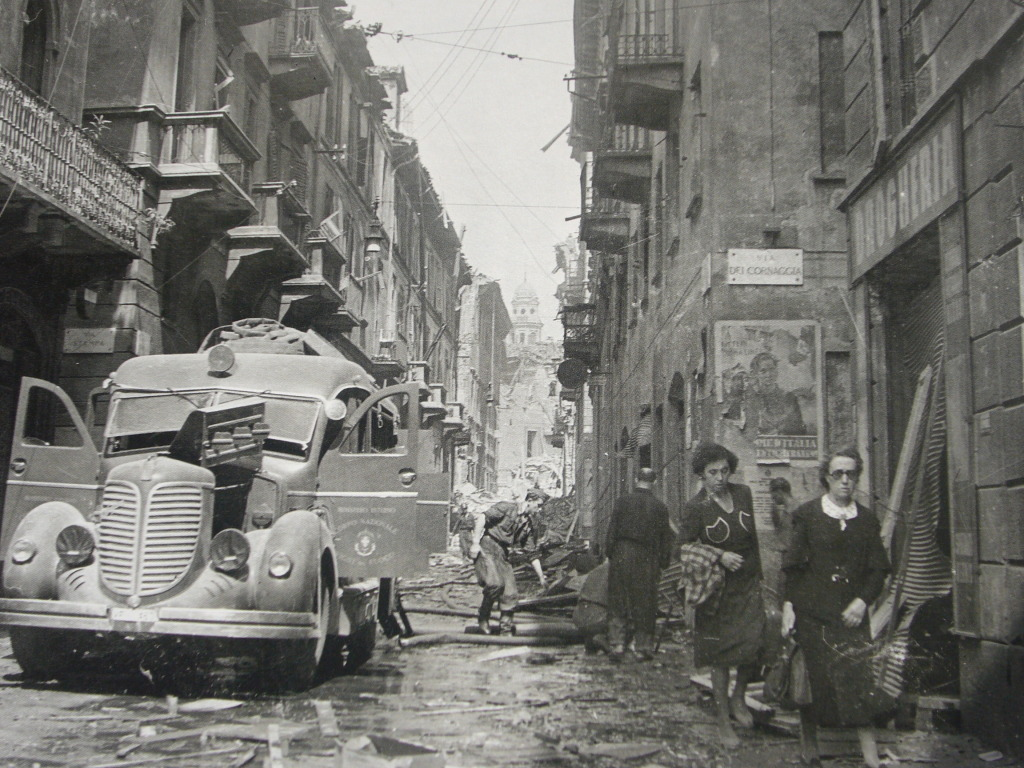
Milano, via Olmetto, dopo un bombardamento aereo (1943)

Dall'inizio dell'anno la DICAT, dopo avere dato prova di scarsissima preparazione ed efficacia, era stata affiancata dalla FlaK tedesca. Il Bomber Command era intanto stato potenziato e perfezionato ed aveva iniziato la distruzione sistematica delle città tedesche. A Milano, per la popolazione rimasta, la razione di pane giornaliera scese a 150 grammi, i buoni del tesoro persero valore e tra la popolazione prese piede il baratto, unico sistema per procurarsi di che vivere.
14/15 febbraio
Furono 142 i bombardieri Lancaster che partirono dall'Inghilterra il 14 febbraio, quattro si diressero a La Spezia e i rimanenti 138 arrivarono a Milano dove venne dato il preallarme alle 21.30 mentre il grande allarme risuonò alle 22.06. La rotta dei velivoli era stata tracciata tramite dei bengala a partire dal Lago Maggiore dagli aerei pathfinder. I danni, rilevati il 19 febbraio dal sorvolo di un De Havilland DH.98 Mosquito, furono ingenti: subirono danni tra gli altri gli stabilimenti Alfa Romeo, Caproni, Isotta Fraschini, lo scalo Farini, lo scalo di Porta Romana, la stazione di Porta Genova, i depositi tram di Messina e Leoncavallo e quello automobilistico in Corso Sempione, il mercato ortofrutticolo, l'Ospedale Maggiore, l'Umanitaria e 35 zone di edifici residenziali. Numerosi i danni al patrimonio artistico, le chiese di Santa Maria del Carmine, San Lorenzo, San Giorgio al Palazzo, il palazzo Reale, la Pinacoteca Ambrosiana, la Permanente, la Galleria d'Arte Moderna, il Conservatorio, il Teatro Lirico, diversi cinema e numerose tipografie; in Via Solferino venne distrutto il secondo piano della sede del Corriere della Sera.
Le vittime del bombardamento furono 133, 442 i feriti e nei giorni successivi il numero totale di coloro registrati come senza tetto raggiunse i 10 000. Iniziò anche a Milano il fenomeno dello sfollamento, vi fu un notevole esodo di popolazione verso la Brianza, il lodigiano e il pavese e questo creò ulteriori disguidi negli uffici per la riassegnazione delle tessere annonarie. L'idea che ogni sera un grande numero di persone abbandonasse la città era uno degli obiettivi, il congestionamento dei mezzi di trasporto, le difficoltà di comunicazione, gli effetti negativi sul morale e sulla produttività erano obiettivi dell'area bombing.
Nel corso dell’attacco un solo aereo andò perso: si pensò da ambo le parti a un abbattimento da parte della contraerea; si scoprì in seguito che un altro bombardiere aveva rilasciato il suo carico in anticipo, investendo così la cabina di pilotaggio dell’aereo sottostante. Il velivolo precipitò a sud della città, in un’area rurale nei pressi di Via Boffalora; nel 1990, durante gli scavi per il prolungamento della metropolitana a Famagosta, fu rinvenuto uno dei motori del bombardiere, rimasto sepolto ad alcune centinaia di metri dal luogo dello schianto.
7/8 agosto
In seguito all'arresto di Mussolini l'intenzione degli alleati era quella di accelerare la resa dell'Italia. Alle 0.52 dell'8 agosto suonò l'allarme. La sera del 7 agosto erano 197 i Lancaster partiti dall'Inghilterra e diretti a Torino, Genova ma soprattutto Milano carichi di bombe incendiarie.
Numerosi i danni alle stazioni, alle aree industriali e ai monumenti della città. Venne distrutto il Teatro dei Filodrammatici, il Teatro Garibaldi, un'ala dell'Ospedale Fatebenefratelli, la sede del Corriere della Sera, degli spezzoni incendiati sfondarono il tetto del Teatro alla Scala, venne sfondata un'ala della Pinacoteca di Brera, riportarono danni il Museo di Storia Naturale, Palazzo Sormani, il palazzo Reale. Gli edifici distrutti furono 600. I morti furono 161 e i feriti 281.
In seguito all'arresto di Mussolini venne steso un programma di bombardamenti intensi su Milano per accelerare la resa. L'idea del Bomber Command era quello di giungere entro un mese alla distruzione della città.
12/13 agosto
Furono 504 gli aerei che il Bomber Command inviò la sera del 12 agosto 1943. Considerando gli aerei in manutenzione, in addestramento e di riserva si può dire che vennero inviati tutti gli aerei a disposizione, 321 Lancaster e 183 Halifax. Obiettivo era quello di creare anche su Milano una cosiddetta "tempesta di fuoco" come quelle già realizzate nei bombardamenti delle città tedesche, gli aerei trasportavano soprattutto bombe incendiarie.
L'allarme suonò alle 0.35 e dopo pochi minuti iniziò il bombardamento che durò per circa un'ora. Il centro subì danni ingentissimi, venne distrutto Palazzo Marino, la Questura, il palazzo delle Poste, il comando dei Vigili Urbani, il comando provinciale dell'UNPA, subirono danni il Castello Sforzesco, la chiesa di San Fedele, l'Acquario Civico, nel complesso di Santa Maria delle Grazie in mezzo alla distruzione si salvò il Cenacolo, riportò danni il Duomo, venne distrutta la volta della Galleria. Danneggiate le stazioni ferroviarie, i depositi dei tram, diverse stazioni dei Vigili del Fuoco, la Fiera Campionaria e numerose aziende.
Il numero di morti secondo i dati ufficiali fu relativamente basso, 19 vittime e 644 feriti, la popolazione rimasta in città era fortunatamente ridotta. Tuttavia, diversi storici ritengono che il bilancio di questa incursione venne pesantemente sottostimato, e stimano che in realtà essa abbia causato circa 700 vittime, così risultando il più sanguinoso tra i bombardamenti subiti da Milano. Alle 11,10 del 14 agosto la città venne sorvolata dal Mosquito di ricognizione che fotografò i danni. Malgrado un terzo della città fosse stato raso al suolo o gravemente danneggiato, la scarsità di materiali di costruzione infiammabili, la dispersione del carico su una vasta area e il clima afoso impedirono il formarsi di una tempesta di fuoco; nonostante questo la città continuò a bruciare per vari giorni e il trasporto pubblico si arrestò del tutto.
14/15 agosto

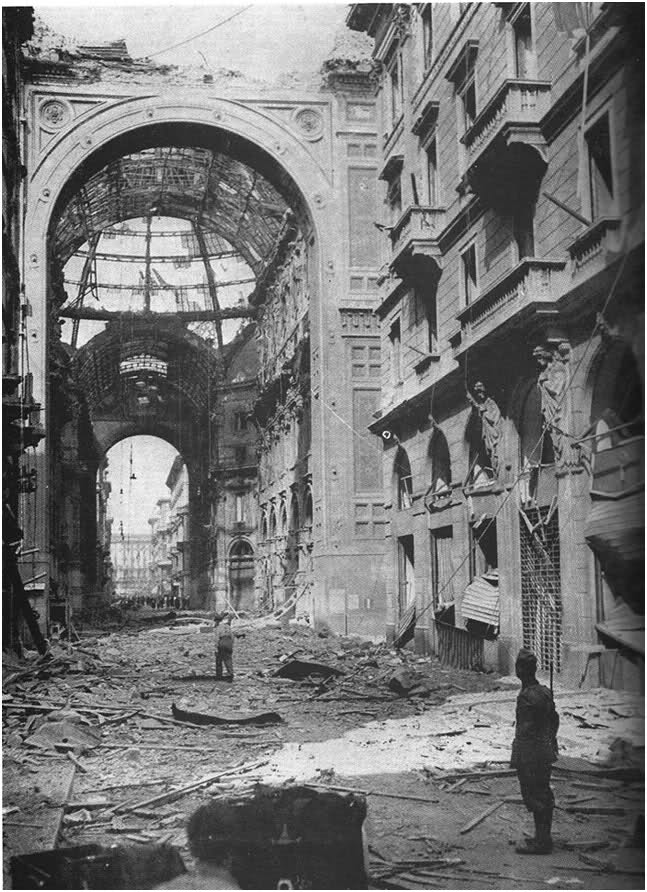
La Galleria dopo i bombardamenti dell'agosto 1943

Visione della Galleria dall'ottagono verso piazza Duomo dopo i bombardamenti

Due notti dopo furono 140 i Lancaster diretti verso Milano con l'obiettivo di "terminare" il lavoro. L'allarme suonò alle 0.32 e in un'ora di sorvolo su una città ricoperta dalla foschia degli incendi in corso di spegnimento venne nuovamente colpito il centro, altri danni al Castello Sforzesco, il Palazzo Reale, distrutti il teatro dal Verme e il Verdi, gravemente danneggiate piazza Sant'Ambrogio e l'Università Cattolica. Colpite la Breda, l'Innocenti, l'Isotta Fraschini e la Pirelli. Le condotte dell'acqua interrotte resero difficoltoso lo spegnimenti degli incendi. I morti furono 9 e i feriti 123. Alle 12,25 si ripresentò il Mosquito, e nuovamente i danni non furono considerati sufficienti.
15/16 agosto
L'allarme suonò alle 0.31 e il bombardamento durò fino alle 2.22. Dei 199 Lancaster partiti ne vennero abbattuti 7 al ritorno. Il bombardamento fu devastante, oltre ad innumerevoli edifici residenziali in diversi quartieri della città venne sfondato il tetto del teatro alla Scala, andò completamente distrutto l'edificio della Rinascente in piazza del Duomo, danni ingenti all'Archivio di Stato, al Duomo, e al Conservatorio. Le bombe colpirono un rifugio aereo facendo moltissime vittime. In tutto i morti furono 183 e i feriti 59.
Alla fine di agosto erano colpiti il 50% degli edifici della città, i senza tetto oltre 250 000 e gli sfollati 300 000. Gravissimi i danni alla rete idrica, a quella elettrica e a quella del gas, le linee tranviarie e filoviarie erano inutilizzabili, innumerevoli le vetture danneggiate o distrutte.
L'euforia alla notizia dell'armistizio dell'8 settembre fu breve, la costituzione della Repubblica Sociale italiana e il passaggio di Milano sotto il controllo tedesco significavano la continuazione del conflitto.

### 1944
Nel dicembre 1943 si era trasferita in Puglia la Mediterranean Allied Air Forces (MAAF) e l'USAAF aveva spostato la 15th Air Force nelle basi aeree intorno a Foggia. Tra il 20 e il 23 agosto 1943 Milano venne sorvolata da ricognitori della Northwest African Photographic Reconnaissance Wing della MAAF, vennero valutati i danni e fatti nuovi rilievi sulle aree industriali del nord-est milanese, oltre agli stabilimenti Breda, Pirelli, Magneti Marelli, Innocenti e Caproni venne rilevata una centrale elettrica a Sesto San Giovanni fino ad allora non individuata. I rilevi compiuti dalla MAAF sui danni alle industrie permisero di accertare che i tedeschi stavano spostando le produzioni a sedi più decentrate, la Breda ad esempio aveva degli stabilimenti a Dervio e Gardone Val Trompia. I danni al comparto industriale risultarono inferiori a quanto affermato dagli inglesi, mancavano inoltre informazioni su tutte le piccole aziende riconvertite nell'industria bellica e di difficile individuazione.
La selezione degli obiettivi si concentrò quindi sul settore dei trasporti, in particolare lo scalo di Lambrate che era il punto centrale dei trasporti ferroviari del nord Italia.
28/29 marzo
78 Wellington concentrarono l'attacco sullo scalo di Lambrate, vennero distrutti i binari e circa 300 carri ferroviari, le bombe cadute sugli edifici nei presso dello scalo provocarono 18 morti e 45 feriti.
29 marzo
Nella tarda mattinata giunsero 139 aerei partiti dalla Puglia, l'obiettivo era nuovamente lo scalo di Lambrate, vennero distrutti 500 carri ferroviari, diversi chilometri di binari, cabine di manovra, la linea elettrica e 5 locomotori. I morti furono una trentina.
30 aprile
Obiettivi furono la Breda che venne semidistrutta e lo scalo di Lambrate dove vennero distrutti 32 locomotori, un centinaio di carri ferroviari, l'officina e vari tratti di binari.
13 maggio
Nel corso del primo attacco ai ponti su Po, Ticino e Adda 8 Wellington sganciarono diverse bombe sullo scalo di Lambrate che caddero però tutte fuori bersaglio; non suonò alcun allarme scatenando il panico e le polemiche fra il personale ferroviario.
5/6 luglio
Vi fu uno sgancio di bombe su Lambrate ad opera del 205° Bomber group della RAF, di questo bombardamento non vi è però traccia nei rapporti ufficiali dell'aviazione britannica.
10/11 luglio
72 Wellington, 9 Liberator e 6 Halifax sganciarono in totale 13 bombe da 2 000 libbre, 72 da 1 000 libbre e 152 bombe da 500 "medium capacity" (UK) e 116 da 500 "general purpose" (USA), 17 760 incendiarie da 4 libbre e 433 000 incendiarie da 2 libbre. Fu abbattuto un Wellington e i danni furono molto limitati rispetto al volume di fuoco.
13 e il 14 luglio
L'attacco coinvolse 89 aerei, per la prima volta la contraerea mise in difficoltà il bombardamento causando anche lo scontro fra due aerei. Anche questa volta i danni furono inferiori a quanto il numero di aerei potesse far presumere.
luglio, agosto, settembre e inizio ottobre
Nel restante periodo estivo e all'inizio dell'autunno vi furono numerose azioni tattiche a carico di strade, ponti, mezzi di trasporto e aziende nell'area intorno a Milano spesso compiute a bassa quota dai bombardieri leggeri Douglas A-20 Havoc/Boston. In questo periodo vi furono anche le azioni di disturbo a bassa quota compiute da velivoli solitari che diedero origine alla leggenda del "Pippo".
20 ottobre
Dalle ricognizioni compiute era stato rilevato che diverse aziende erano ancora completamente operative, un ordine operativo del 19 ottobre assegnò quindi alla 15ª AF diversi obiettivi, nell'area milanese era previso che il 461° Bomb Group con 41 B-24 bombardasse lo stabilimento Isotta Fraschini, il 484° con 34 B-24 lo stabilimento Alfa Romeo e 451° con 36 B-24 lo stabilimento Breda. Mentre i primi due gruppi di velivoli, con una serie di inconvenienti, sganciarono le bombe sui loro obiettivi il terzo gruppo, a causa di una serie di errori e malfunzionamenti sganciarono il loro carico nelle zone residenziali di Turro e Precotto. I morti complessivi furono 614, ma l'episodio più tragico fu la caduta di una bomba nella tromba delle scale della scuola elementare Francesco Crispi di Gorla: tra personale scolastico e bambini i morti furono 204.

### Fine 1944 e 1945
Proseguirono le azioni di disturbo, numerosissimi furono gli attacchi nelle località della periferia industriale e della provincia a carico di treni, scali ferroviari e aziende. Gli attacchi ai treni non distinguevano fra treni merci e treni passeggeri: in gennaio un convoglio della linea tranviaria interurbana per Castano Primo fu mitragliato nel tratto tra Inveruno e Cuggiono, si contarono 10 morti e 40 feriti.
Nei mesi di febbraio, marzo e aprile vi furono ancora numerosi attacchi; l'ultima caduta di bombe sulla città avvenne il 13 aprile del 1945 con un bilancio di 2 morti e 3 feriti.
Il 30 aprile entrarono in città le truppe anglo americane della Quinta Armata, la guerra era conclusa.

## La difesa attiva
La difesa antiaerea era affidata alla Milizia per la difesa antiaerea territoriale (DICAT) una specialità della Milizia Volontaria per la Sicurezza Nazionale. All'inizio della seconda guerra mondiale la DICAT era organizzata in 22 legioni che coprivano tutto il territorio nazionale. A Milano era operativa la 5ª legione: come gli altri reparti era sotto organico, dotata di personale non qualificato e di armamentario inadeguato. La legione venne riorganizzata dopo il bombardamento del 24 ottobre 1942, in cui diede prova di particolare inefficacia; permanevano però i problemi strutturali di organico e dotazioni. A partire dall'ottobre 1942 arrivarono alcuni reparti della contraerea tedesca dotati di impianti radar di tipo Würzburg e Freya; alcune postazioni inflissero gravi danni ai bombardieri statunitensi in arrivo sulla città, ma in linea generale l'efficacia della difesa contraerea rimase piuttosto scarsa.
La difesa dall'aria poteva contare su gruppi di caccia dislocati a Venegono Inferiore e Lonate Pozzolo, i velivoli erano efficaci e temuti dai piloti avversari ma il loro numero limitato non fu mai in grado di assicurare una difesa del territorio efficace.

## La difesa passiva

### I rifugi

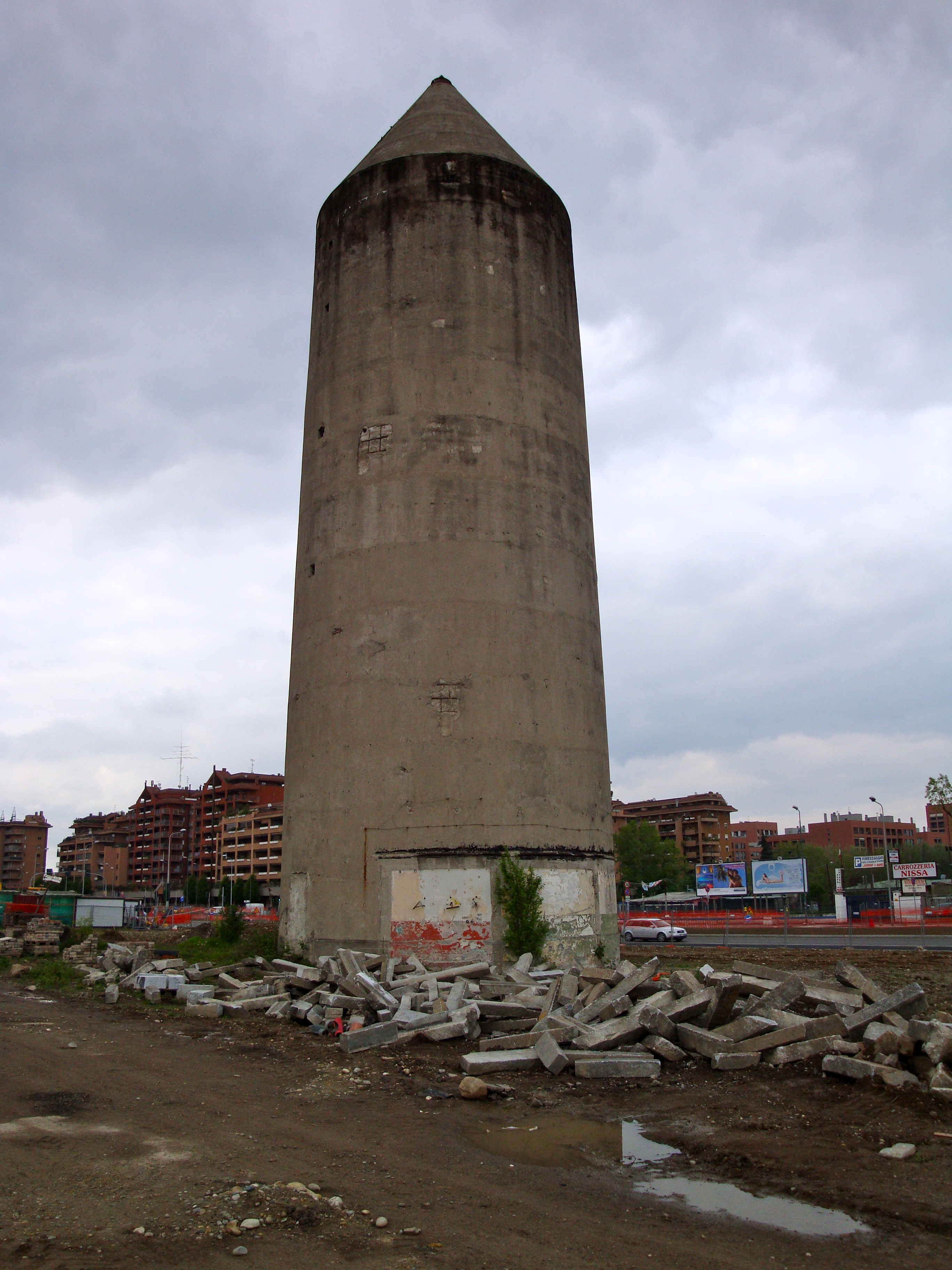
Un rifugio antiaereo conico sito nel quartiere ex-Marelli (Via Adriano)

La protezione della popolazione era compito affidato all'Unione nazionale protezione antiaerea (UNPA), in ogni condominio era nominato, in accordo con il Partito Nazionale Fascista un capo fabbricato che aveva compiti di controllo e vigilanza sulla corretta applicazione delle norme di protezione e di oscuramento.

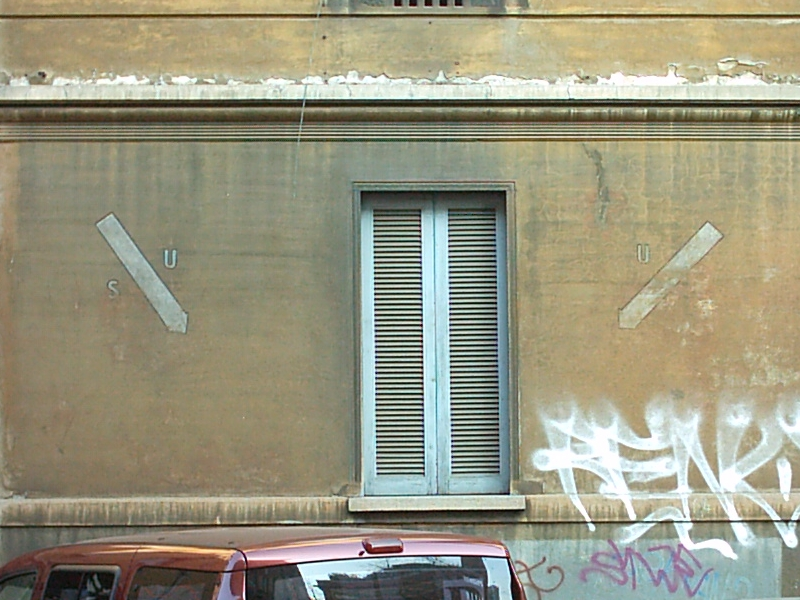
La presenza di rifugi antiaerei era indicata tramite segnaletica a muro

I primi rifugi antiaerei erano sostanzialmente le cantine degli edifici, rinforzati con pali in legno e sostegni e attrezzate con materiale di pronto soccorso, acqua e viveri; su alcuni edifici di Milano sono ancora visibili segnaletiche a muro, come ad esempio le scritte U.S. (uscita di sicurezza), che indicavano la presenza di rifugi antiaerei. In seguito il comune e alcune aziende edificarono dei rifugi antiaerei collettivi di grandi dimensioni in grado di ospitare anche diverse centinaia di persone, come ad esempio quello di Piazza Grandi, oggi riqualificato, oppure i rifugi conici edificati dalla Innocenti per il suo personale e ancora visibili in via Pitteri.

### Gli allarmi
Il sistema di allerta della popolazione prevedeva due allarmi da parte delle sirene antiaeree:
- il piccolo allarme che avvisava la popolazione dell'arrivo sulla regione di forze aeree nemiche ed era dato con circa 30 minuti di anticipo sull'attacco previsto;
- il grande allarme che avvisava dell'effettivo ingresso nello spazio aereo cittadino dei velivoli nemici e precedeva di pochi minuti l'arrivo delle bombe.

Il cessato allarme veniva nuovamente segnalato dalle sirene.

### Lo sfollamento
Una delle risposte sollecitate dal regime fascista ai bombardamenti sulla città fu lo sfollamento della popolazione verso aree periferiche o della provincia, a Milano il fenomeno coinvolse circa 300 000 persone.

## Il dopoguerra
Al termine del conflitto si pose la necessità di trovare alloggio a tutti coloro che erano rimasti senza casa. La prefettura cercò di ritardare il rientro dei moltissimi sfollati e al problema abitativo si pose rimedio sia con la coabitazione (questa pratica fu adottata sia a Milano che nei comuni di provincia) sia con la rapida costruzione di alloggi provvisori come il "villaggio svizzero" in via Berna e le "casette" costruite in Viale Argonne (demolite negli anni '50) in viale Omero, via Giovanni da Cermenate, viale Jenner e viale Caterina da Forlì. Diverse grandi aziende come Pirelli e Breda decisero di spostare la loro attività fuori città cambiando il tessuto urbano.

## Cosa rimane
I principali reperti dei bombardamenti di Milano sono il Monte Stella e la montagnetta del Parco Lambro, due rilievi artificiali costruiti in parte con le macerie dei bombardamenti. Ricorda la strage della scuola Francesco Crispi a Gorla il monumento-ossario di Remo Brioschi eretto nel 1947 in piazza Piccoli Martiri. Sono ancora visibili i sei rifugi antiaerei conici di via Pitteri, la torre di via Adriano, la torre delle sirene nel cortile di Palazzo Isimbardi in Corso Monforte, il rifugio sotto piazza Grandi riqualificato e reso accessibile dal 2017, il rifugio sotto l'istituto Nicola Moreschi in via San Michele del Carso e quello della scuola elementare di via Bodio 22, chiamato all'epoca Rifugio 87.

## Bonifiche e ritrovamenti
L'elevato numero di bombe inesplose ha causato nel tempo diverse operazioni di sgombero per disinnescare gli ordigni ritrovati nel corso di scavi o lavori.
Nel 1990, durante i lavori di costruzione della stazione della metropolitana di Famagosta, fu ritrovato un motore Rolls-Royce dell’unico Lancaster precipitato nell'incursione del 14 febbraio 1943.
La più grande operazione di evacuazione ha avuto luogo nel 2003, quando oltre 55 000 persone sono state sgomberate per permettere il recupero di una bomba in viale Brianza, nei pressi della Stazione Centrale: l'ordigno è stato poi fatto brillare nella periferia di Milano.
L'8 agosto del 2010 l'aeroporto di Linate è stato chiuso per alcune ore per permettere il recupero e disinnesco di un ordigno statunitense da 500 libbre trovato in un cantiere di Segrate.

## Oggi
Si stima che nei 5 anni di guerra Milano fu attaccata da oltre 2 000 bombardieri, buona parte dei quali viaggiava a pieno carico. All’epoca una percentuale consistente degli ordigni risultava difettosa, specialmente quelli a scoppio ritardato o di grosso calibro: per questa ragione il pericolo di trovare una bomba inesplosa nella città è ancora concreto. Ogni attività che includa scavi di una certa portata include nei costi di realizzazione complessivi la rimozione di “residuati bellici”. Il recupero di rottami di aerei abbattuti è invece molto meno comune, date le maggiori dimensioni rispetto a un qualsiasi ordigno e la scarsità di tali abbattimenti.